# Liste der Kulturdenkmale in Bad Langensalza
Die Liste der Kulturdenkmale in Bad Langensalza umfasst die als Ensembles, Straßenzüge und Einzeldenkmale erfassten Kulturdenkmale in der thüringischen Stadt Bad Langensalza innerhalb der Kernstadt.
Die Angaben in der Liste ersetzen nicht die rechtsverbindliche Auskunft der zuständigen Denkmalschutzbehörde.
Für Kulturdenkmale außerhalb der Kernstadt siehe Liste der Kulturdenkmale in Bad Langensalza/Außerhalb der Kernstadt.

## Legende
- Bild: zeigt ein Bild des Kulturdenkmals und gegebenenfalls einen Link zu weiteren Fotos des Kulturdenkmals im Medienarchiv Wikimedia Commons
- Bezeichnung: Name, Bezeichnung oder die Art des Kulturdenkmals
- Lage: Wenn vorhanden Straßenname und Hausnummer des Kulturdenkmals; Grundsortierung der Liste erfolgt nach dieser Adresse. Der Link Karte führt zu verschiedenen Kartendarstellungen und nennt die Koordinaten des Kulturdenkmals.
 Kartenansicht, um Koordinaten zu setzen – in dieser Kartenansicht sind Kulturdenkmale ohne Koordinaten mit einem roten bzw. orangen Marker dargestellt und können in der Karte gesetzt werden. Kulturdenkmale ohne Bild sind mit einem blauen bzw. roten Marker gekennzeichnet, Kulturdenkmale mit Bild mit einem grünen bzw. orangen Marker.
- Datierung: gibt das Jahr der Fertigstellung beziehungsweise das Datum der Erstnennung oder den Zeitraum der Errichtung an
- Beschreibung: bauliche und geschichtliche Einzelheiten des Kulturdenkmals, vorzugsweise die Denkmaleigenschaften
- ID: Die ID identifiziert das Kulturdenkmal eindeutig. In Thüringen sind aktuell keine IDs veröffentlicht. In der ID-Spalte kann sich auch folgendes Icon  befinden, dies führt zu Angaben zu diesem Kulturdenkmal bei Wikidata.

## Stadtbefestigung
| Bild                           | Bezeichnung                      | Lage                                                | Datierung | Beschreibung                                                                                         | ID |
| ------------------------------ | -------------------------------- | --------------------------------------------------- | --------- | --- | -- |
| weitere Bilder Fotos hochladen | Stadtbefestigung Bad Langensalza | (Karte)                                             |           | Stadtmauer, von ehemals 24 Wehrtürmen sind neun erhalten, von ehemals sieben Toren ist eins erhalten |    |
| weitere Bilder Fotos hochladen | Storchennestturm                 | Kepfe, Flur 22, Flurstück 294/2 (Karte)             |           | Stadtmauerturm                                                                                       |    |
| weitere Bilder Fotos hochladen | Wichturm                         | (Karte)                                             |           | Stadtmauerturm                                                                                       |    |
| weitere Bilder Fotos hochladen | Tellerturm am Diakonat           | Grabenweg (Karte)                                   |           | Stadtmauerturm                                                                                       |    |
| weitere Bilder Fotos hochladen | Klagetor                         | Hüngelsgasse (Karte)                                |           | Torturm                                                                                              |    |
| weitere Bilder Fotos hochladen | Pulverturm                       | Grabenweg (Karte)                                   |           | Stadtmauerturm                                                                                       |    |
| weitere Bilder Fotos hochladen | Burgturm                         | Grabenweg (Karte)                                   |           | Stadtmauerturm                                                                                       |    |
| weitere Bilder Fotos hochladen | Rundturm                         | Grabenweg o. Nr., Flur 22, Flurstück 96 (Karte)     |           | Stadtmauerturm                                                                                       |    |
| weitere Bilder Fotos hochladen | Gießturm                         | Hohe Straße o. Nr., Flur 22, Flurstück 56/6 (Karte) |           | Stadtmauerturm                                                                                       |    |
| weitere Bilder Fotos hochladen | Mauerturm                        | (Karte)                                             |           | Stadtmauerturm                                                                                       |    |
| weitere Bilder Fotos hochladen | Pulverturm                       | (Karte)                                             |           | Stadtmauerturm                                                                                       |    |
| weitere Bilder Fotos hochladen | Nordturm                         | (Karte)                                             |           | Stadtmauerturm                                                                                       |    |
| weitere Bilder Fotos hochladen | Schanzturm                       | (Karte)                                             |           | Stadtmauerturm                                                                                       |    |
| weitere Bilder Fotos hochladen | Weißer Turm                      | (Karte)                                             |           | Stadtmauerturm                                                                                       |    |
| weitere Bilder Fotos hochladen | Jahrmarkter Torturm              | (Karte)                                             |           | Torturm                                                                                              |    |
| weitere Bilder Fotos hochladen | Brühlturm                        | (Karte)                                             |           | Stadtmauerturm                                                                                       |    |
| weitere Bilder Fotos hochladen | Hungerturm                       | (Karte)                                             |           | Stadtmauerturm                                                                                       |    |
| weitere Bilder Fotos hochladen | Butterturm                       | (Karte)                                             |           | Stadtmauerturm                                                                                       |    |

## Ensembles
| Bild | Bezeichnung                       | Lage | Datierung | Beschreibung | ID |
| --- | --------------------------------- | --- | --------- | ------------ | -- |
| weitere Bilder Fotos hochladen | Ensemble Altstadt Bad Langensalza | Alleestraße 1–3, 3a, 8; Am Wilden Graben 1–3, 7, 9,1–17, 19–22, 25, 25a, 27, 27a, 28, 30; An der Alten Post 4–7; Auf dem Berge 1–10; Auf dem Gottesacker 1, 2; Augustinerplatz 1–3; Bei der Marktkirche 2, 3, 5–13, 15, 16; Beim Barfüßer 1, 2, 4, 5; Bergstraße 1–22; Bonifaciusgasse 1–7, 9, 10, 12, 13; Bornklagengasse 1–10, 10a, 10b, 11, 12, 12a, 14–16; Bürgermeister-Schönau-Platz 1, 2; Burggasse 1–29; Entenlaich 1, 2, 7, 8, 10–15; Erfurter Straße 1–9, 13–28, 31–36; Felsenkellerstraße 2–4; Friedrich-Mann-Straße 1–4, 6, 7, 7a; Gothaer Straße 1–15; Grabenweg 1–6; Greußengasse 2–12; Hennengasse; Herrenstraße 1–19; Hohe Straße 1–18; Holzgasse 1–15; Hospitalplatz 1–6, 8; Hufelandstraße 2–5; Hüngelsgasse 1–20; Jahnstraße 9–11; Jüdengasse 1–21, 24; Karlstraße 1–9, 11; Kepfe 1–8; Kornmarkt 1–13; Kurpromenade 1–5, 5a, 5b, 7, 9, 10, 12, 13, 14; Kurze Brüdergasse 1–4, 6–9, 11; Lange Brüdergasse 1–14, 14a, 16–57; Lange Straße 1–76; Lindenbühl 1–11, 17–24, 26; Löbersgasse 1–13; Marktstraße 1–31; Mauergasse 1–3, 5a, 5b, 6, 7, 10–23; Milchgasse 14; Mühlgasse 1–24; Mühlhäuser Straße 1–7, 11–17, 23–32, 34–40; Neue Gasse 2–9, 9a, 9b; Neumarkt 1–11; Neustädter Straße 1–35; Niederhöfer Straße 1, 1a, 2, 3, 37, 39, 40; Oostkampstraße 1–10, 12–14, 16–18; Poststraße 16, 17, 17a; Rathausstraße 1–16; Rudolf-Weiß-Straße; Salzstraße 1–20, 24–30; Schloßhof 1–3; Schulplatz 1–7; Sperlingsgasse 1–11; Steingrubenstraße 1–11, 13–20; Steinweg 1–11, 14–23; Tennstedter Straße; Thamsbrücker Straße 1, 1a, 2; Töpfermarkt 1–10; Tuchmachergasse 1–5; Turmstraße; Unterm Berge 2–40; Vor dem Klagetor 14; Vor dem Schlosse 1–23; Wiebeckplatz 1–9; Winkelgasse; Ziegelhof 1–9, 14–17 (Karte) |           |              |    |
| [[Vorlage:Bilderwunsch/code!/O:!/C:51.102609,10.641053!/D:Bahnhofstraße 1–3, 5–7, 7b, 9–12; Gothaer Landstraße 15, 16; Johann-Christian-Wiegleb-Straße 1, 2, 10–13; Poststraße 1–8; Puschkinstraße 1–12; Rathenaustraße 1–22, 26, 27, 27a, 27b, 28a, 28b, 30–36; Steubenstraße 12, 19; Travertinstraße 6a, 6b, 6c, 10, Ensemble Bahnhofsviertel!/\|BW]] | Ensemble Bahnhofsviertel          | Bahnhofstraße 1–3, 5–7, 7b, 9–12; Gothaer Landstraße 15, 16; Johann-Christian-Wiegleb-Straße 1, 2, 10–13; Poststraße 1–8; Puschkinstraße 1–12; Rathenaustraße 1–22, 26, 27, 27a, 27b, 28a, 28b, 30–36; Steubenstraße 12, 19; Travertinstraße 6a, 6b, 6c, 10 (Karte) |           |              |    |
| BW | Siedlung Werkssiedlung            | August-Bebel-Straße 1–8; Tonnaer Straße 17, 18 (Karte) |           |              |    |

## Einzeldenkmale

### Bad Langensalza
| Bild                           | Bezeichnung                                                    | Lage | Datierung | Beschreibung | ID |
| ------------------------------ | -------------------------------------------------------------- | --- | --------- | --- | -- |
| BW                             | Wohnhaus                                                       | Am Wilden Graben 12, 13 (Karte)                                                                                   |           | |    |
| BW                             | Wohn- und Geschäftshaus                                        | Am Wilden Graben 15 (Karte)                                                                                       |           | |    |
| BW                             | Wohn- und Geschäftshaus                                        | Am Wilden Graben 21 (Karte)                                                                                       |           | |    |
| weitere Bilder Fotos hochladen | Wohnhaus                                                       | Am Wilden Graben 22 (Karte)                                                                                       |           | |    |
| weitere Bilder Fotos hochladen | Wohn- und Geschäftshaus                                        | Am Wilden Graben 28 (Karte)                                                                                       |           | |    |
| weitere Bilder Fotos hochladen | Evangelische Bergkirche St. Stephani                           | Auf dem Berge 1 (Karte)                                                                                           |           | |    |
| weitere Bilder Fotos hochladen | Wohnhaus                                                       | Auf dem Berge 2 (Karte)                                                                                           |           | |    |
| weitere Bilder Fotos hochladen | Pfarrhaus                                                      | Auf dem Berge 9 (Karte)                                                                                           |           | |    |
| weitere Bilder Fotos hochladen | Evangelische Kirche St. Trinitatis oder Gottesackerkirche      | Auf dem Gottesacker 1 (Karte)                                                                                     |           | |    |
| weitere Bilder Fotos hochladen | Ehemaliges Augustinereremitenkloste, jetzt Stadtmuseum         | Augustinerplatz 1, 2 (Karte)                                                                                      |           | |    |
| BW                             | Polizeiinspektion                                              | Bahnhofstraße 3 (Karte)                                                                                           |           | |    |
| weitere Bilder Fotos hochladen | Bahnhof                                                        | Bahnhofstraße 7 (Karte)                                                                                           |           | |    |
| BW                             | Poliklinik                                                     | Bahnhofstraße 10 (Karte)                                                                                          |           | |    |
| BW                             | Wohnhaus                                                       | Bahnhofstraße 12 (Karte)                                                                                          |           | |    |
| BW                             | Kiosk                                                          | Bahnhofstraße/Poststraße o. Nr. (Karte)                                                                           |           | |    |
| weitere Bilder Fotos hochladen | Evangelische Marktkirche St. Bonifatii                         | Bei der Marktkirche o. Nr. (Karte)                                                                                |           | mit Ausstattung |    |
| weitere Bilder Fotos hochladen | Wohn- und Geschäftshaus                                        | Bei der Marktkirche 2 (Karte)                                                                                     |           | |    |
| weitere Bilder Fotos hochladen | Wohn- und Geschäftshaus, sogenanntes Haus zur Sonnenkugel      | Bei der Marktkirche 3, 4 (Karte)                                                                                  |           | |    |
| weitere Bilder Fotos hochladen | Wohn- und Geschäftshaus                                        | Bei der Marktkirche 7 (Karte)                                                                                     |           | |    |
| weitere Bilder Fotos hochladen | Wohn- und Geschäftshaus                                        | Bei der Marktkirche 8 (Karte)                                                                                     |           | |    |
| weitere Bilder Fotos hochladen | Villa                                                          | Bei der Marktkirche 9 (Karte)                                                                                     |           | |    |
| BW                             | Hofanlage                                                      | Bei der Marktkirche 10 (Karte)                                                                                    |           | |    |
| weitere Bilder Fotos hochladen | Hofanlage Zum grünen Schilde                                   | Bei der Marktkirche 11 (Karte)                                                                                    |           | |    |
| BW                             | Wohnhaus                                                       | Bei der Marktkirche 16 (Karte)                                                                                    |           | |    |
| weitere Bilder Fotos hochladen | Klosteranlage, ehemals Barfüßerkloster                         | Beim Barfüßer 1,1a,1b (Karte)                                                                                     |           | |    |
| weitere Bilder Fotos hochladen | Wohnhaus                                                       | Bergstraße 1 (Karte)                                                                                              |           | |    |
| weitere Bilder Fotos hochladen | Hofanlage                                                      | Bergstraße 6, Hohe Straße 17a (Karte)                                                                             |           | |    |
| BW                             | Wohnhaus                                                       | Bergstraße 8 (Karte)                                                                                              |           | |    |
| weitere Bilder Fotos hochladen | Wohn- und Geschäftshaus, sogenanntes Haus Rosenthal            | Bergstraße 15a (Karte)                                                                                            |           | |    |
| weitere Bilder Fotos hochladen | Wohnhaus                                                       | Bonifaciusgasse 3, 4 (Karte)                                                                                      |           | |    |
| weitere Bilder Fotos hochladen | Wohn- und Geschäftshaus                                        | Bonifaciusgasse 5 (Karte)                                                                                         |           | |    |
| weitere Bilder Fotos hochladen | Wohn- und Geschäftshaus                                        | Bonifaciusgasse 9 (Karte)                                                                                         |           | |    |
| weitere Bilder Fotos hochladen | Wohn- und Geschäftshaus                                        | Bonifaciusgasse 12 (Karte)                                                                                        |           | |    |
| weitere Bilder Fotos hochladen | Wohn- und Geschäftshaus                                        | Bonifaciusgasse 13 (Karte)                                                                                        |           | |    |
| BW                             | Wohnhaus                                                       | Bornklagengasse 9 (Karte)                                                                                         |           | |    |
| Fotos hochladen                | Wohnhaus                                                       | Bornklagengasse 10 (Karte)                                                                                        |           | |    |
| weitere Bilder Fotos hochladen | Wohnhaus                                                       | Bornklagengasse 11, Herrenstraße 13 (Karte)                                                                       |           | |    |
| weitere Bilder Fotos hochladen | Wohnhaus                                                       | Bornklagengasse 12 (Karte)                                                                                        |           | |    |
| weitere Bilder Fotos hochladen | Wohnhaus                                                       | Bornklagengasse 12a (Karte)                                                                                       |           | |    |
| weitere Bilder Fotos hochladen | Wiebeckschule                                                  | Bornklagengasse 14, 15, 16 (Karte)                                                                                |           | |    |
| BW                             | Wohnhaus                                                       | Burggasse 10 (Karte)                                                                                              |           | |    |
| weitere Bilder Fotos hochladen | Kulturhaus, Kultur- und Kongresszentrum                        | Bürgermeister-Schönau-Platz 1 (Karte)                                                                             |           | |    |
| weitere Bilder Fotos hochladen | Wohnhaus                                                       | Entenlaich 7 (Karte)                                                                                              |           | |    |
| BW                             | Wohn- und Geschäftshaus                                        | Entenlaich 8 (Karte)                                                                                              |           | |    |
| weitere Bilder Fotos hochladen | Wohn- und Geschäftshaus / ehem. Bierbrauerei Emil Müller       | Entenlaich 10 (Karte)                                                                                             |           | |    |
| weitere Bilder Fotos hochladen | Wohnhaus                                                       | Entenlaich 12 (Karte)                                                                                             |           | |    |
| weitere Bilder Fotos hochladen | Wohnhaus                                                       | Entenlaich 13 (Karte)                                                                                             |           | |    |
| BW                             | Nebengebäude                                                   | Entenlaich 13 (Karte)                                                                                             |           | |    |
| weitere Bilder Fotos hochladen | Hofanlage                                                      | Entenlaich 14 (Karte)                                                                                             |           | |    |
| weitere Bilder Fotos hochladen | Wohnhaus                                                       | Entenlaich 15 (Karte)                                                                                             |           | |    |
| BW                             | Wohnhaus                                                       | Erfurter Straße 4 (Karte)                                                                                         |           | |    |
| BW                             | Badeanstalt Schwefelbad                                        | Erfurter Straße 5, Karl-Liebknecht-Platz 1 (Karte)                                                                |           | |    |
| BW                             | Wohnhaus                                                       | Erfurter Straße 6 (Karte)                                                                                         |           | |    |
| BW                             | Wohnhaus                                                       | Erfurter Straße 8 (Karte)                                                                                         |           | |    |
| weitere Bilder Fotos hochladen | Wohn- und Geschäftshaus                                        | Erfurter Straße 33 (Karte)                                                                                        |           | |    |
| weitere Bilder Fotos hochladen | Wohnhaus                                                       | Erfurter Straße 34 (Karte)                                                                                        |           | |    |
| weitere Bilder Fotos hochladen | Wohnhaus                                                       | Erfurter Straße 35 (Karte)                                                                                        |           | |    |
| BW                             | Wohnhaus                                                       | Friedrich-Mann-Straße 1 (Karte)                                                                                   |           | |    |
| BW                             | Wohnhaus                                                       | Friedrich-Mann-Straße 2 (Karte)                                                                                   |           | |    |
| BW                             | Wohnhaus                                                       | Friedrich-Mann-Straße 4 (Karte)                                                                                   |           | |    |
| BW                             | Ehemaliger Siechenhof, Siechenhofkapelle St. Gangolphi         | Gärtnerweg 5 (Karte)                                                                                              |           | |    |
| BW                             | Amtsgerichtsgebäude mit ehemaliges Gefängnis                   | Gothaer Landstraße 1 (Karte)                                                                                      |           | |    |
| BW                             | Inspektorenhaus                                                | Gothaer Landstraße 1 (Karte)                                                                                      |           | |    |
| BW                             | Einfriedung                                                    | Gothaer Landstraße 1 (Karte)                                                                                      |           | |    |
| Fotos hochladen                | Stiftsgebäude der Anna Hahn`sche Stiftung                      | Grabenweg 5, 5a, 5b (Karte)                                                                                       |           | |    |
| Fotos hochladen                | Wohnhaus mit Nebengebäude                                      | Herrenstraße 1 (Karte)                                                                                            |           | |    |
| BW                             | Wohnhaus mit Seitenflügel                                      | Herrenstraße 3 (Karte)                                                                                            |           | |    |
| BW                             | Wohnhaus                                                       | Herrenstraße 4 (Karte)                                                                                            |           | |    |
| BW                             | Wohnhaus                                                       | Herrenstraße 5 (Karte)                                                                                            |           | |    |
| BW                             | Wohn- und Geschäftshaus                                        | Herrenstraße 6 (Karte)                                                                                            |           | |    |
| Fotos hochladen                | Wohnhaus                                                       | Herrenstraße 7a (Karte)                                                                                           |           | |    |
| Fotos hochladen                | Wohnhaus                                                       | Herrenstraße 9 (Karte)                                                                                            |           | |    |
| BW                             | Wohnhaus                                                       | Herrenstraße 10 (Karte)                                                                                           |           | |    |
| BW                             | Wohnhaus                                                       | Herrenstraße 15 (Karte)                                                                                           |           | |    |
| BW                             | Wohnhaus                                                       | Herrenstraße 16 (Karte)                                                                                           |           | |    |
| BW                             | Wohnhaus                                                       | Hohe Straße 4 (Karte)                                                                                             |           | |    |
| BW                             | Wohnhaus                                                       | Holzgasse 5 (Karte)                                                                                               |           | |    |
| BW                             | Wohnhaus                                                       | Holzgasse 6 (Karte)                                                                                               |           | |    |
| weitere Bilder Fotos hochladen | Hospital St. Wendelin                                          | Hospitalplatz 1 (Karte)                                                                                           |           | |    |
| weitere Bilder Fotos hochladen | Hospital St. Wendelin                                          | Hospitalplatz 2, 4, 5, 6 (Karte)                                                                                  |           | |    |
| weitere Bilder Fotos hochladen | Hospital St. Wendelin                                          | Hospitalplatz 8 (Karte)                                                                                           |           | |    |
| Fotos hochladen                | Wohn- und Geschäftshaus                                        | Hufelandstraße 2 (Karte)                                                                                          |           | |    |
| Fotos hochladen                | Wohnhaus                                                       | Hufelandstraße 3 (Karte)                                                                                          |           | |    |
| BW                             | Wohnhaus                                                       | Hüngelsgasse 11 (Karte)                                                                                           |           | |    |
| BW                             | Wohnhaus                                                       | Hüngelsgasse 12 (Karte)                                                                                           |           | |    |
| BW                             | Wohnhaus                                                       | Hüngelsgasse 13 (Karte)                                                                                           |           | |    |
| BW                             | Wohnhaus                                                       | Hüngelsgasse 18 (Karte)                                                                                           |           | |    |
| BW                             | Wohnhaus                                                       | Hüngelsgasse 19 (Karte)                                                                                           |           | |    |
| BW                             | Wohnhaus                                                       | Hüngelsgasse 5 (Karte)                                                                                            |           | |    |
| BW                             | Wohnhaus                                                       | Hüngelsgasse 6 (Karte)                                                                                            |           | |    |
| BW                             | Friedhof mit Begräbnishalle / Hauptfriedhof                    | Im Jacobifeld 3 (Karte)                                                                                           |           | |    |
| Fotos hochladen                | Hofanlage                                                      | Jüdengasse 11 (Karte)                                                                                             |           | |    |
| Fotos hochladen                | Wohnhaus                                                       | Jüdengasse 15 (Karte)                                                                                             |           | |    |
| Fotos hochladen                | Wohnhaus                                                       | Jüdengasse 16 (Karte)                                                                                             |           | |    |
| BW                             | Wohnhaus und Bankgebäude                                       | Jüdengasse 18, 19, 20, 21 (Karte)                                                                                 |           | |    |
| Fotos hochladen                | Scheune und Stall                                              | Jüdengasse 3 (Karte)                                                                                              |           | |    |
| BW                             | Wohnhaus                                                       | Jüdengasse 4 (Karte)                                                                                              |           | |    |
| BW                             | Wohnhaus und Scheune                                           | Jüdengasse 5 (Karte)                                                                                              |           | |    |
| BW                             | Wohnhaus                                                       | Jüdengasse 8 (Karte)                                                                                              |           | |    |
| Fotos hochladen                | Wohnhaus                                                       | Karlstraße 7 (Karte)                                                                                              |           | |    |
| Fotos hochladen                | Wohnhaus                                                       | Kepfe 1 (Karte)                                                                                                   |           | |    |
| Fotos hochladen                | Wohnhaus und Anbau                                             | Kepfe 2 (Karte)                                                                                                   |           | |    |
| Fotos hochladen                | Wohnhaus                                                       | Kepfe 5 (Karte)                                                                                                   |           | |    |
| Fotos hochladen                | Wohnhaus                                                       | Kepfe 8 (Karte)                                                                                                   |           | |    |
| BW                             | Wohnhaus                                                       | Kleinspehnstraße 20, 21 (Karte)                                                                                   |           | |    |
| BW                             | Wohnhaus                                                       | Kleinspehnstraße 22, 23 (Karte)                                                                                   |           | |    |
| BW                             | Wohnhaus                                                       | Kornmarkt 1 (Karte)                                                                                               |           | |    |
| BW                             | Wohnhaus                                                       | Kornmarkt 2 (Karte)                                                                                               |           | |    |
| BW                             | Wohn- und Geschäftshaus                                        | Kornmarkt 3 (Karte)                                                                                               |           | |    |
| BW                             | Wohnhaus                                                       | Kornmarkt 5 (Karte)                                                                                               |           | |    |
| BW                             | Wohnhaus                                                       | Kornmarkt 7 (Karte)                                                                                               |           | |    |
| BW                             | Wohnhaus / Hufelandhaus                                        | Kornmarkt 8 (Karte)                                                                                               |           | |    |
| BW                             | Wohn- und Geschäftshaus                                        | Kornmarkt 9 (Karte)                                                                                               |           | |    |
| BW                             | Wohn- und Geschäftshaus                                        | Kornmarkt 12 (Karte)                                                                                              |           | |    |
| BW                             | Wohn- und Geschäftshaus                                        | Kornmarkt 13 (Karte)                                                                                              |           | |    |
| weitere Bilder Fotos hochladen | Kirche mit Ausstattung / Katholische Pfarrkirche St. Maria     | Kurpromenade o. Nr. (Karte)                                                                                       |           | |    |
| Fotos hochladen                | Villa / Villa 'Victor Weiß'                                    | Kurpromenade 1a (Karte)                                                                                           |           | |    |
| weitere Bilder Fotos hochladen | Villa mit Nebengebäuden und Parkanlage / Friederikenschlößchen | Kurpromenade 5, 5a, 5b; Felsenkellerstraße (Karte)                                                                |           | |    |
| BW                             | Offizierskasino                                                | Kurpromenade 7 (Karte)                                                                                            |           | |    |
| BW                             | Wohnhaus / ehem. Mühle                                         | Kurze Brüdergasse 3, 4 (Karte)                                                                                    |           | |    |
| Fotos hochladen                | Wohnhaus                                                       | Lange Brüdergasse 14 (Karte)                                                                                      |           | |    |
| BW                             | Wohnhaus                                                       | Lange Brüdergasse 21 (Karte)                                                                                      |           | |    |
| BW                             | Wohnhaus                                                       | Lange Brüdergasse 47 (Karte)                                                                                      |           | |    |
| BW                             | Wohnhaus                                                       | Lange Brüdergasse 49 (Karte)                                                                                      |           | |    |
| BW                             | Wohnhaus                                                       | Lange Brüdergasse 51 (Karte)                                                                                      |           | |    |
| Fotos hochladen                | Wohnhaus                                                       | Lange Brüdergasse 55 (Karte)                                                                                      |           | |    |
| BW                             | Wohnhaus                                                       | Lange Brüdergasse 58 (Karte)                                                                                      |           | |    |
| BW                             | Ackerbürgerhaus                                                | Lange Straße 10 (Karte)                                                                                           |           | |    |
| Fotos hochladen                | Hofanlage                                                      | Lange Straße 19 (Karte)                                                                                           |           | |    |
| BW                             | Wohn- und Geschäftshaus                                        | Lange Straße 22 (Karte)                                                                                           |           | |    |
| BW                             | Wohnhaus                                                       | Lange Straße 27 (Karte)                                                                                           |           | |    |
| BW                             | Wohnhaus                                                       | Lange Straße 28 (Karte)                                                                                           |           | |    |
| BW                             | Wohnhaus                                                       | Lange Straße 29 (Karte)                                                                                           |           | |    |
| BW                             | Hofanlage                                                      | Lange Straße 31 (Karte)                                                                                           |           | |    |
| weitere Bilder Fotos hochladen | Wohnhaus, Lagergebäude, Mälzereigebäude                        | Lange Straße 35 (Karte)                                                                                           | 1872      | |    |
| BW                             | Gartenhaus / Hechelhäuschen                                    | Lange Straße 36 (Karte)                                                                                           |           | |    |
| BW                             | Wohnhaus mit westlichen Nebengebäude                           | Lange Straße 40 (Karte)                                                                                           |           | |    |
| BW                             | Wohnhaus                                                       | Lange Straße 51 (Karte)                                                                                           |           | |    |
| BW                             | Hofanlage                                                      | Lange Straße 59 (Karte)                                                                                           |           | |    |
| Fotos hochladen                | Stadthof                                                       | Lange Straße 60 (Karte)                                                                                           |           | |    |
| BW                             | Wohn- und Geschäftshaus                                        | Lange Straße 69 (Karte)                                                                                           |           | |    |
| Fotos hochladen                | Wohn- und Geschäftshaus                                        | Lange Straße 71 (Karte)                                                                                           |           | |    |
| Fotos hochladen                | Hofanlage                                                      | Lange Straße 72 (Karte)                                                                                           |           | |    |
| Fotos hochladen                | Hofanlage                                                      | Lange Straße 73 (Karte)                                                                                           |           | |    |
| BW                             | Wohn- und Geschäftshaus                                        | Lindenbühl 8, 9 (Karte)                                                                                           |           | |    |
| BW                             | Wohn- und Geschäftshaus                                        | Lindenbühl 24 (Karte)                                                                                             |           | |    |
| BW                             | Villa                                                          | Lindenbühl 26 (Karte)                                                                                             |           | |    |
| BW                             | Wohnhaus                                                       | Löbersgasse 3 (Karte)                                                                                             |           | |    |
| weitere Bilder Fotos hochladen | Brunnen / Marktbrunnen                                         | Marktstraße (Karte)                                                                                               |           | |    |
| weitere Bilder Fotos hochladen | Rathaus                                                        | Marktstraße 1 (Karte)                                                                                             |           | erbaut vor 1300, nach einem Stadtbrand 1711 von 1742 bis 1751 aus heimischen Travertinwerksteinen neu gebaut, Glockenspiel mit 32 Glocken, Ratssaal mit Stuckdecke (Wappenkartuschen und Nischen) |    |
| Fotos hochladen                | Wohn- und Geschäftshaus                                        | Marktstraße 2 (Karte)                                                                                             |           | |    |
| BW                             | Wohn- und Geschäftshaus                                        | Marktstraße 3 (Karte)                                                                                             |           | |    |
| Fotos hochladen                | Wohn- und Geschäftshaus                                        | Marktstraße 4 (Karte)                                                                                             |           | |    |
| BW                             | Wohn- und Geschäftshaus                                        | Marktstraße 7 (Karte)                                                                                             |           | |    |
| BW                             | Wohn- und Geschäftshaus                                        | Marktstraße 8 (Karte)                                                                                             |           | |    |
| Fotos hochladen                | Wohn- und Geschäftshaus                                        | Marktstraße 10 (Karte)                                                                                            |           | |    |
| Fotos hochladen                | Wohn- und Geschäftshaus                                        | Marktstraße 11 (Karte)                                                                                            |           | |    |
| Fotos hochladen                | Wohn- und Geschäftshaus                                        | Marktstraße 12 (Karte)                                                                                            |           | |    |
| Fotos hochladen                | Wohn- und Geschäftshaus                                        | Marktstraße 13 (Karte)                                                                                            |           | |    |
| BW                             | Wohn- und Geschäftshaus                                        | Marktstraße 14 (Karte)                                                                                            |           | |    |
| Fotos hochladen                | Wohn- und Geschäftshaus / Haus Leinecke                        | Marktstraße 18 (Karte)                                                                                            |           | |    |
| Fotos hochladen                | Wohn- und Geschäftshaus                                        | Marktstraße 19 (Karte)                                                                                            |           | |    |
| Fotos hochladen                | Wohn- und Geschäftshaus                                        | Marktstraße 20 (Karte)                                                                                            |           | |    |
| Fotos hochladen                | Wohn- und Geschäftshaus                                        | Marktstraße 21 (Karte)                                                                                            |           | |    |
| Fotos hochladen                | Wohn- und Geschäftshaus mit Nebengebäude                       | Marktstraße 22 (Karte)                                                                                            |           | |    |
| Fotos hochladen                | Wohn- und Geschäftshaus                                        | Marktstraße 23 (Karte)                                                                                            |           | |    |
| Fotos hochladen                | Wohn- und Geschäftshaus                                        | Marktstraße 24 (Karte)                                                                                            |           | |    |
| BW                             | Wohn- und Geschäftshaus                                        | Marktstraße 25 (Karte)                                                                                            |           | |    |
| BW                             | Wohn- und Geschäftshaus                                        | Marktstraße 26 (Karte)                                                                                            |           | |    |
| Fotos hochladen                | Wohn- und Geschäftshaus                                        | Marktstraße 30 (Karte)                                                                                            |           | |    |
| Fotos hochladen                | Wohn- und Geschäftshaus                                        | Marktstraße 31 (Karte)                                                                                            |           | |    |
| BW                             | Wohnhaus                                                       | Mauergasse 14 (Karte)                                                                                             |           | |    |
| BW                             | Wohnhaus                                                       | Mauergasse 15 (Karte)                                                                                             |           | |    |
| BW                             | Wohnhaus                                                       | Mauergasse 2 (Karte)                                                                                              |           | |    |
| BW                             | Wohnhaus                                                       | Mauergasse 23 (Karte)                                                                                             |           | |    |
| BW                             | Wohnhaus                                                       | Mühlgasse 13 (Karte)                                                                                              |           | |    |
| BW                             | Mühle                                                          | Mühlgasse 14 (Karte)                                                                                              |           | |    |
| BW                             | Ziegelei / ehem. Hartungsche Ziegelei                          | Mühlhäuser Landstraße 1 (Karte)                                                                                   |           | |    |
| Fotos hochladen                | Wohnhaus                                                       | Mühlhäuser Straße 2 (Karte)                                                                                       |           | |    |
| BW                             | Wohnhaus                                                       | Mühlhäuser Straße 3 (Karte)                                                                                       |           | |    |
| Fotos hochladen                | Wohn- und Geschäftshaus und Scheune                            | Mühlhäuser Straße 11 (Karte)                                                                                      |           | |    |
| Fotos hochladen                | Wohnhaus mit Nebengebäude                                      | Mühlhäuser Straße 14 (Karte)                                                                                      |           | |    |
| Fotos hochladen                | Wohnhaus mit Nebengebäude                                      | Mühlhäuser Straße 15 (Karte)                                                                                      |           | |    |
| BW                             | Wohnhaus                                                       | Mühlhäuser Straße 16 (Karte)                                                                                      |           | |    |
| Fotos hochladen                | Wohnhaus                                                       | Mühlhäuser Straße 23 (Karte)                                                                                      |           | |    |
| Fotos hochladen                | Hofanlage                                                      | Mühlhäuser Straße 24 (Karte)                                                                                      |           | |    |
| Fotos hochladen                | Wohnhaus                                                       | Mühlhäuser Straße 25 (Karte)                                                                                      |           | |    |
| Fotos hochladen                | Wohnhaus                                                       | Mühlhäuser Straße 26 (Karte)                                                                                      |           | |    |
| Fotos hochladen                | Wohnhaus                                                       | Mühlhäuser Straße 29 (Karte)                                                                                      |           | |    |
| Fotos hochladen                | Wohnhaus mit Seitengebäude                                     | Mühlhäuser Straße 30 (Karte)                                                                                      |           | |    |
| Fotos hochladen                | Wohnhaus                                                       | Mühlhäuser Straße 36, 37 (Karte)                                                                                  |           | |    |
| Fotos hochladen                | Wohnhaus                                                       | Mühlhäuser Straße 39 (Karte)                                                                                      |           | |    |
| Fotos hochladen                | Wohnhaus / 'Ratswaage'                                         | Mühlhäuser Straße 40 (Karte)                                                                                      |           | |    |
| Fotos hochladen                | Wohnhaus                                                       | Neue Gasse 2 (Karte)                                                                                              |           | |    |
| Fotos hochladen                | Wohn- und Geschäftshaus                                        | Neue Gasse 9 (Karte)                                                                                              |           | |    |
| BW                             | Wohnhaus                                                       | Neumarkt 10 (Karte)                                                                                               |           | |    |
| BW                             | Wohnhaus                                                       | Neumarkt 11 (Karte)                                                                                               |           | |    |
| BW                             | Hofanlage                                                      | Neumarkt 3, 4 (Karte)                                                                                             |           | |    |
| BW                             | Wohn- und Geschäftshaus                                        | Neumarkt 5 (Karte)                                                                                                |           | |    |
| BW                             | Wohn- und Geschäftshaus                                        | Neumarkt 6 (Karte)                                                                                                |           | |    |
| BW                             | Hofanlage                                                      | Neumarkt 8 (Karte)                                                                                                |           | |    |
| BW                             | Wohn- und Geschäftshaus                                        | Neumarkt 9 (Karte)                                                                                                |           | |    |
| BW                             | Wohnhaus                                                       | Poststraße 16 (Karte)                                                                                             |           | |    |
| BW                             | Wohnhaus                                                       | Poststraße 17 (Karte)                                                                                             |           | |    |
| Fotos hochladen                | Schule / Hufeland-Schule                                       | Poststraße 2, 3 (Karte)                                                                                           |           | |    |
| BW                             | Postgebäude                                                    | Poststraße 6 (Karte)                                                                                              |           | |    |
| Fotos hochladen                | Hofanlage                                                      | Rathausstraße 1 (Karte)                                                                                           |           | |    |
| Fotos hochladen                | Wohn- und Geschäftshaus                                        | Rathausstraße 3 (Karte)                                                                                           |           | |    |
| Fotos hochladen                | Wohn- und Geschäftshaus                                        | Rathausstraße 6 (Karte)                                                                                           |           | |    |
| BW                             | Wohn- und Geschäftshaus                                        | Rathausstraße 7 (Karte)                                                                                           |           | |    |
| BW                             | Wohnhaus mit Nebengebäude                                      | Rathausstraße 14 (Karte)                                                                                          |           | |    |
| BW                             | Wohnhaus                                                       | Rathenaustraße 12 (Karte)                                                                                         |           | |    |
| BW                             | Wohnhaus                                                       | Rathenaustraße 13 (Karte)                                                                                         |           | |    |
| BW                             | Wohnhaus                                                       | Rathenaustraße 15, 16 (Karte)                                                                                     |           | |    |
| BW                             | Wohnhaus                                                       | Rathenaustraße 17 (Karte)                                                                                         |           | |    |
| BW                             | Wohnhaus                                                       | Rathenaustraße 18 (Karte)                                                                                         |           | |    |
| BW                             | Wohnhaus                                                       | Rathenaustraße 30 (Karte)                                                                                         |           | |    |
| BW                             | Wohnhaus mit Nebengebäude                                      | Rathenaustraße 31 (Karte)                                                                                         |           | |    |
| BW                             | Wohnhaus                                                       | Rathenaustraße 32 (Karte)                                                                                         |           | |    |
| weitere Bilder Fotos hochladen | Klinik / Hufeland-Klinik                                       | Rudolf-Weiß-Straße 3, 3b, 5 (Karte)                                                                               |           | |    |
| BW                             | Wohnhaus                                                       | Salzstraße 2 (Karte)                                                                                              |           | |    |
| BW                             | Wohnhaus / Klopstockhaus                                       | Salzstraße 3 (Karte)                                                                                              |           | |    |
| Fotos hochladen                | Wohnhaus                                                       | Salzstraße 4 (Karte)                                                                                              |           | |    |
| Fotos hochladen                | Wohnhaus                                                       | Salzstraße 5 (Karte)                                                                                              |           | |    |
| Fotos hochladen                | Wohn- und Geschäftshaus                                        | Salzstraße 10 (Karte)                                                                                             |           | |    |
| Fotos hochladen                | Wohnhaus                                                       | Salzstraße 11 (Karte)                                                                                             |           | |    |
| weitere Bilder Fotos hochladen | Wohnhaus                                                       | Salzstraße 12 (Karte)                                                                                             |           | |    |
| BW                             | Wohnhaus                                                       | Salzstraße 19 (Karte)                                                                                             |           | |    |
| BW                             | Wohnhaus                                                       | Salzstraße 28 (Karte)                                                                                             |           | |    |
| Fotos hochladen                | Wohn- und Geschäftshaus                                        | Salzstraße 29 (Karte)                                                                                             |           | |    |
| Fotos hochladen                | Wohn- und Geschäftshaus                                        | Salzstraße 30 (Karte)                                                                                             |           | |    |
| weitere Bilder Fotos hochladen | Burganlage / Dryburg                                           | Schloßhof 1, 2, 3 (Karte)                                                                                         |           | |    |
| BW                             | Wohn- und Geschäftshaus                                        | Schulplatz 1 (Karte)                                                                                              |           | |    |
| BW                             | Hofanlage                                                      | Schulplatz 2 (Karte)                                                                                              |           | |    |
| BW                             | Wohnhaus mit Werkstattgebäude                                  | Schulplatz 4 (Karte)                                                                                              |           | |    |
| BW                             | Wohnhaus                                                       | Schulplatz 5 (Karte)                                                                                              |           | |    |
| BW                             | Schule                                                         | Schulplatz 6 (Karte)                                                                                              |           | |    |
| BW                             | Mühlengehöft / Heyl-Mühle                                      | Sondershäuser Straße 1 (Karte)                                                                                    |           | |    |
| Fotos hochladen                | Wohnhaus                                                       | Sperlingsgasse 1 (Karte)                                                                                          |           | |    |
| Fotos hochladen                | Scheune                                                        | Sperlingsgasse 2 (Karte)                                                                                          |           | |    |
| BW                             | Scheune                                                        | Sperlingsgasse 3 (Karte)                                                                                          |           | |    |
| BW                             | Scheune                                                        | Sperlingsgasse 5 (Karte)                                                                                          |           | |    |
| Fotos hochladen                | Wohnhaus                                                       | Sperlingsgasse 10 (Karte)                                                                                         |           | |    |
| BW                             | Speicher                                                       | Steingrubenstraße 2 (Karte)                                                                                       |           | |    |
| BW                             | Wohn- und Geschäftshaus                                        | Steingrubenstraße 3 (Karte)                                                                                       |           | |    |
| BW                             | Wohnhaus                                                       | Steinweg 19 (Karte)                                                                                               |           | |    |
| BW                             | Gaststätte / 'Böhmenhaus'                                      | Thamsbrücker Landstraße 27 (Karte)                                                                                |           | |    |
| BW                             | Wohn- und Geschäftshaus                                        | Thamsbrücker Straße 10 (Karte)                                                                                    |           | |    |
| BW                             | Wohnhaus                                                       | Thamsbrücker Straße 13, 14 (Karte)                                                                                |           | |    |
| BW                             | Villa mit Einfriedung / Villa Witt                             | Thamsbrücker Straße 15 (Karte)                                                                                    |           | |    |
| BW                             | Kaserne / Ehemalige Reiterkaserne                              | Thamsbrücker Straße 49a, 49b, 50a, 50b, 52a, 52b, 53a, 53b; Goethestraße 5a, 5b; Kleinspehnstraße 19, 19a (Karte) |           | |    |
| BW                             | Pflegeheim / Caritasheim 'St. Joseph'                          | Tonnaer Straße 11 (Karte)                                                                                         |           | |    |
| Fotos hochladen                | Wohn- und Geschäftshaus                                        | Töpfermarkt 1 (Karte)                                                                                             |           | |    |
| weitere Bilder Fotos hochladen | Wohnhaus / 'Blücherhaus'                                       | Töpfermarkt 2 (Karte)                                                                                             |           | |    |
| BW                             | Wohn- und Geschäftshaus                                        | Töpfermarkt 8 (Karte)                                                                                             |           | |    |
| BW                             | Wohn- und Geschäftshaus                                        | Töpfermarkt 10 (Karte)                                                                                            |           | |    |
| BW                             | Wohnhaus                                                       | Travertinstraße 4 (Karte)                                                                                         |           | |    |
| Fotos hochladen                | Mühlengebäude / Bergmühle                                      | Unterm Berge 2 (Karte)                                                                                            |           | |    |
| Fotos hochladen                | Wohnhaus                                                       | Unterm Berge 26 (Karte)                                                                                           |           | |    |
| Fotos hochladen                | Wohnhaus                                                       | Unterm Berge 28 (Karte)                                                                                           |           | |    |
| Fotos hochladen                | Hofanlage                                                      | Unterm Berge 29 (Karte)                                                                                           |           | |    |
| BW                             | Wohnhaus                                                       | Unterm Berge 32 (Karte)                                                                                           |           | |    |
| Fotos hochladen                | Wohnhaus                                                       | Unterm Berge 37 (Karte)                                                                                           |           | |    |
| Fotos hochladen                | Wohnhaus                                                       | Unterm Berge 38 (Karte)                                                                                           |           | |    |
| BW                             | Wohnhaus                                                       | Vor dem Klagetor 11 (Karte)                                                                                       |           | |    |
| BW                             | Wohnhaus                                                       | Vor dem Klagetor 3 (Karte)                                                                                        |           | |    |
| BW                             | Wohnhaus mit Schloßtor                                         | Vor dem Schlosse o. Nr. (Karte)                                                                                   |           | |    |
| BW                             | Torbogen                                                       | Vor dem Schlosse o. Nr. (Karte)                                                                                   |           | |    |
| Fotos hochladen                | Wohnhaus und Platzanlage                                       | Vor dem Schlosse 5 (Karte)                                                                                        |           | |    |
| Fotos hochladen                | Wohn- und Geschäftshaus                                        | Vor dem Schlosse 7 (Karte)                                                                                        |           | |    |
| Fotos hochladen                | Wohn- und Geschäftshaus                                        | Vor dem Schlosse 13 (Karte)                                                                                       |           | |    |
| Fotos hochladen                | Wohn- und Geschäftshaus mit Nebengebäude                       | Vor dem Schlosse 14 (Karte)                                                                                       |           | |    |
| Fotos hochladen                | Wohnhaus                                                       | Vor dem Schlosse 15 (Karte)                                                                                       |           | |    |
| Fotos hochladen                | Wohn- und Geschäftshaus                                        | Vor dem Schlosse 17, 18 (Karte)                                                                                   |           | |    |
| Fotos hochladen                | Wohn- und Geschäftshaus                                        | Vor dem Schlosse 19 (Karte)                                                                                       |           | |    |
| weitere Bilder Fotos hochladen | Wohn- und Geschäftshaus / Herkuleshaus                         | Vor dem Schlosse 20 (Karte)                                                                                       |           | |    |
| Fotos hochladen                | Wohn- und Geschäftshaus                                        | Vor dem Schlosse 21 (Karte)                                                                                       |           | |    |
| BW                             | Wohn- und Geschäftshaus                                        | Wiebeckplatz 3 (Karte)                                                                                            |           | |    |
| BW                             | Mühle / ehem. Kleine Ölmühle                                   | Ziegelhof 14, 15 (Karte)                                                                                          |           | |    |
| weitere Bilder Fotos hochladen | Denkmale der Schlacht von 1866                                 | (Karte) |           | |    |